# 小牧基地

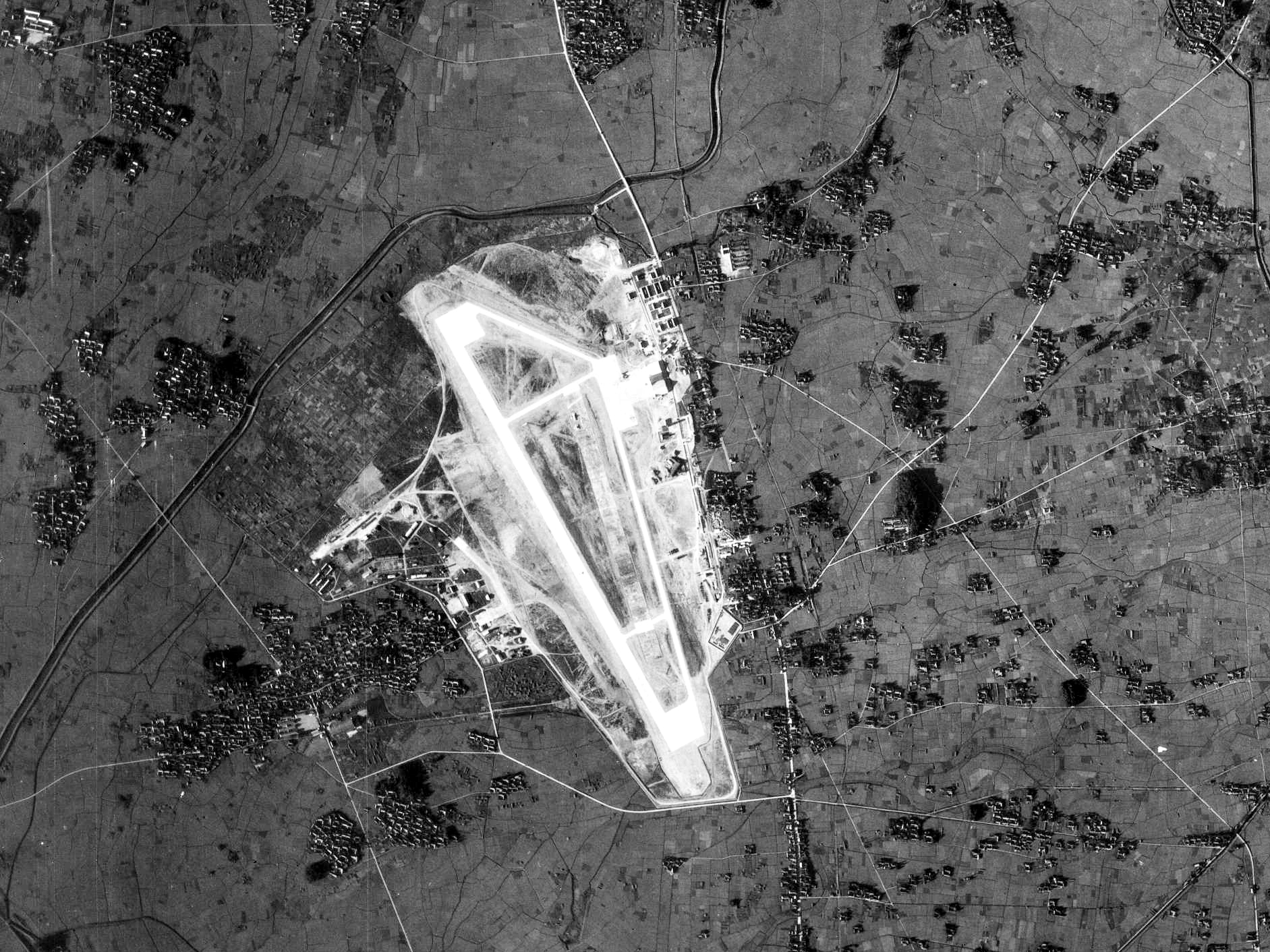
元陸軍小牧飛行場の空中写真（1947年）

小牧基地（こまききち、JASDF Komaki Airbase）は、愛知県小牧市春日寺1-1に所在し、第1輸送航空隊等が配置されている航空自衛隊の基地である。隣接する名古屋飛行場の滑走路を使用している。飛行場データは、名古屋飛行場を参照。
基地司令は、第1輸送航空隊司令が兼務。

## 沿革
- 1944年（昭和19年） 2月1日 - 陸軍航空部隊の小牧陸軍飛行場として運用開始。
- 1947年（昭和22年） - アメリカ軍が接収。
- 1952年（昭和27年） - 民間機が乗り入れ開始。
- 1958年（昭和33年）9月15日 - 小牧飛行場が返還。
- 1959年（昭和34年）
  - 5月12日 - 松島基地から第3航空団、管制教育団が移動。
  - 5月15日 - 航空救難隊小牧救難分遣隊が編成。
- 1960年（昭和35年）3月16日 - 第3航空団所属のF-86Dが地上滑走中に全日本空輸ダグラス DC-3と衝突、旅客機の乗員乗客3名が死亡、乗客8名が負傷（全日空小牧空港衝突事故）。
- 1961年（昭和36年）9月20日 - 愛知県警察航空隊が小牧基地内に発足。
- 1962年（昭和37年）10月1日 - 管制教育団が航空自衛隊第5術科学校に改編。
- 1971年（昭和46年）
  - 3月1日 - 航空救難群の航空救難団改編に伴い、整備群が新設、救難教育隊が浜松基地から移動。小牧救難隊は浜松へ移動し、浜松救難隊に改称。
  - 10月29日-11月3日 - 第8回国際航空宇宙ショーが開催され、米海軍「ブルーエンジェルス」が国内初飛行するも、苦情のあまりショーの閉幕を待たずにデモンストレーションが中止に[1]。
- 1974年（昭和49年）7月8日 - 小牧基地を離陸した直後の航空自衛隊F-86が住宅地に墜落。乗員1人、住民3人が死亡、2人が重軽傷[2]。
- 1978年（昭和53年）3月31日 - 第3航空団が三沢基地へ移動。輸送航空団の改編により、第1輸送航空隊が新編（使用機：C-1、YS-11）。
- 1984年（昭和59年）3月14日 - 第1輸送航空隊にC-130H輸送機が配備される。
- 2004年（平成16年）12月 - 管制業務の一部を国土交通省から移管されたため、小牧管制隊が新編。
- 2006年（平成18年）
  - 3月 - 第5術科学校、実機を用いた要撃管制教育を終了。
  - 3月24日 - 愛知県警察航空隊が基地の拡張により、名古屋飛行場側に移転。
  - 10月1日 - 航空機動衛生隊が新編。
- 2009年（平成21年）3月26日 - 第404飛行隊を新編。
- 2021年6月8日、基地内の室内プールでの航空救難団救難教育隊の訓練にて20代の空士長が溺れて水死した。教官だった2等空曹が業務上過失致死罪で略式命令を受けた[3]。

## 配置部隊
航空総隊隷下
- （航空救難団）
  - 航空救難団整備群

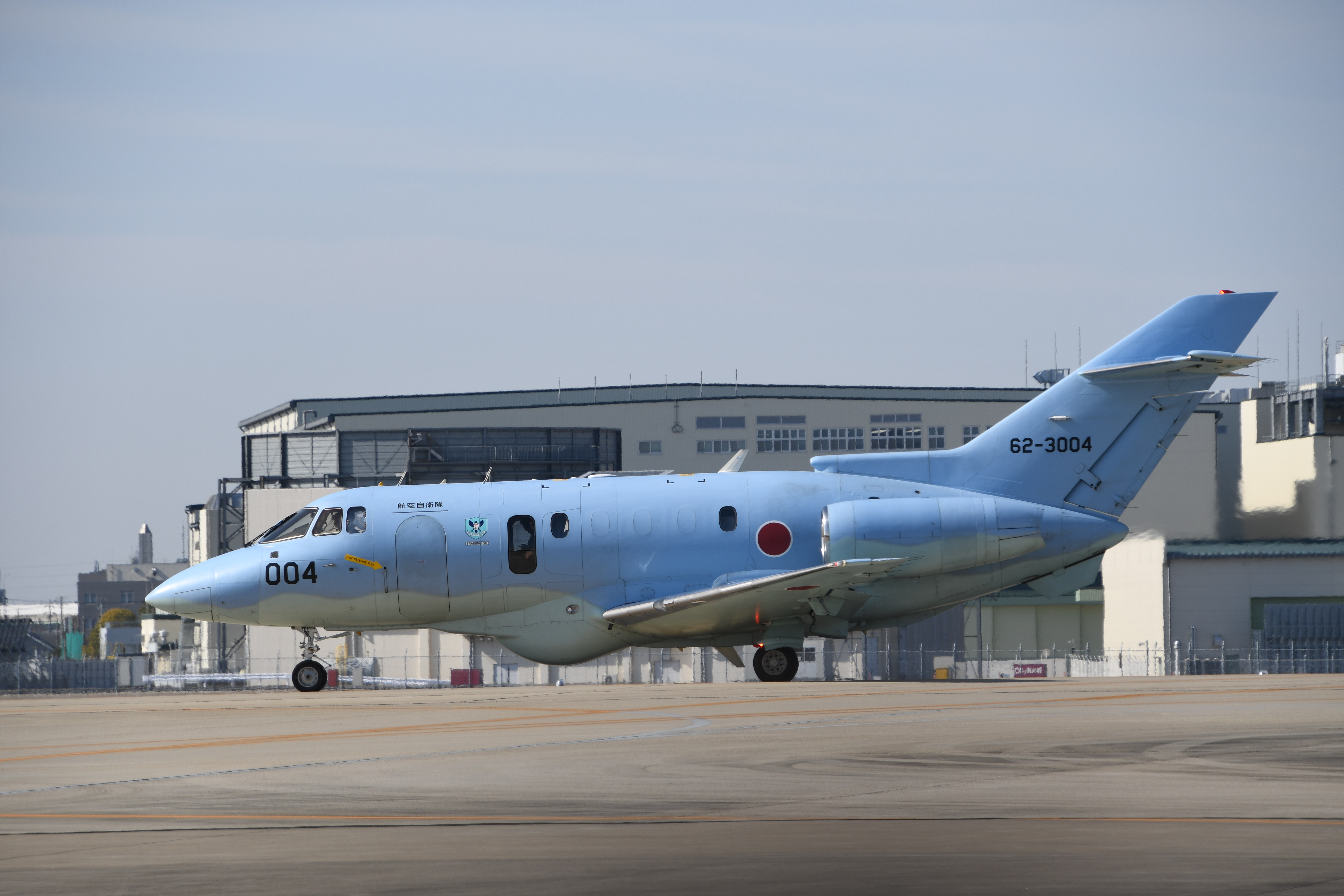
U-125A

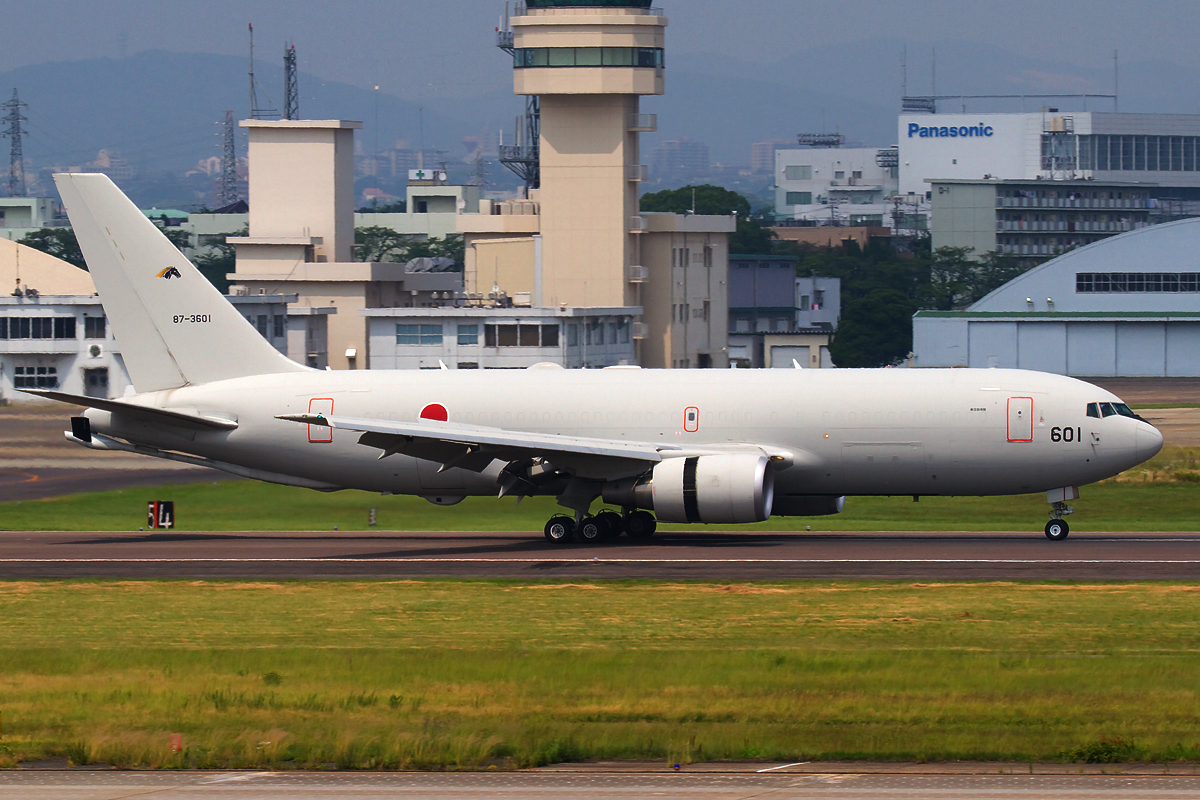
KC-767

  - 救難教育隊（U-125A / UH-60J）
「小牧救難教育隊」または「小牧救難隊」と誤って表記されることが多い。

航空支援集団隷下
- 第1輸送航空隊
  - 飛行群
    - 第401飛行隊（C-130H / KC-130H） - コールサインは「CAMEL」、部隊名は「ヘラクレス」
    - 第404飛行隊（KC-767） - コールサインは「COBBY」

  - 整備補給群
  - 基地業務群
- 航空機動衛生隊
- （航空保安管制群）小牧管制隊
- （航空気象群）小牧気象隊

航空教育集団隷下
- 第5術科学校

防衛大臣直轄
- （航空警務隊）小牧地方警務隊

## 関係機関

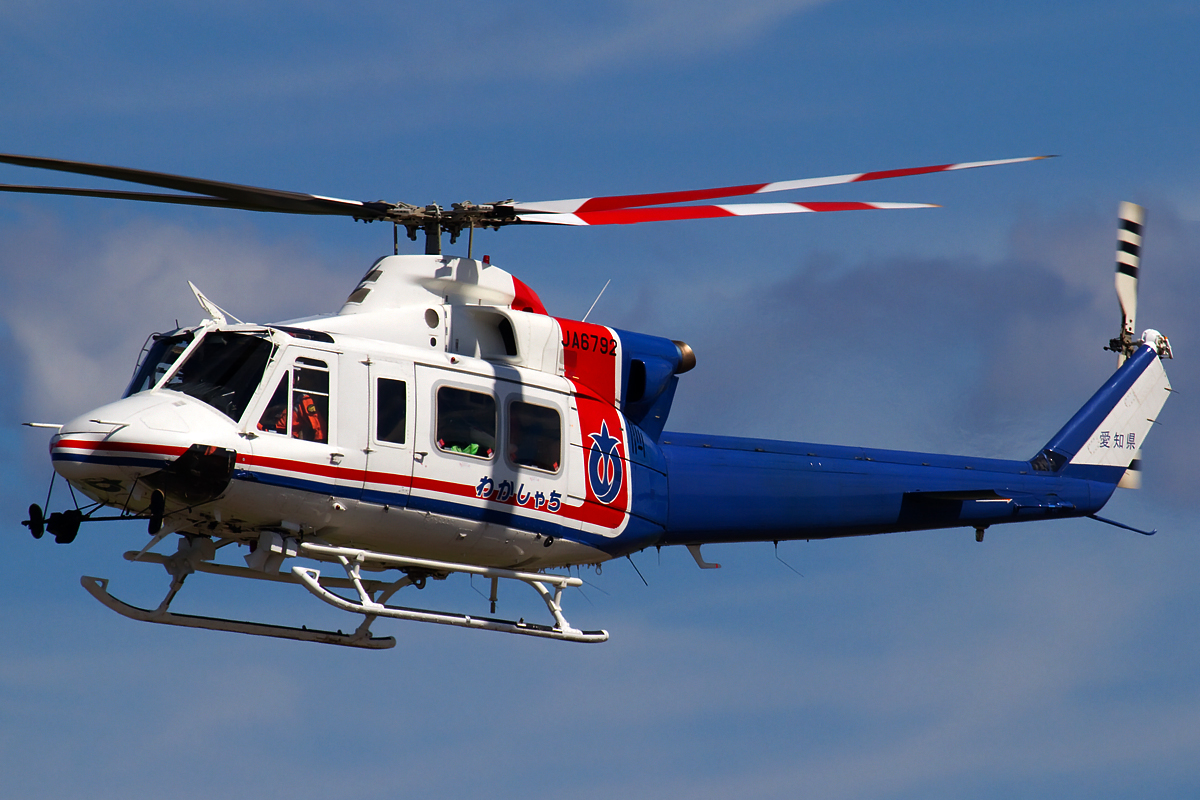
愛知県防災航空隊 Bell412EP

### 自治体の航空隊
空港ターミナル側に三菱重工業の工場（名古屋航空宇宙システム製作所・小牧南工場）が立地。
愛知県防災航空隊
- ベル412EP「わかしゃち」（JA6792）退役済み
- ベル412EP「わかしゃち」（JA23AR）

愛知県警察航空隊
- ベル47G-2「あかつき」（JA7316）退役済み
- ベル206B「あかつき」（JA9444）退役済み
- アグスタA109E「あかつき」（JA6922）
- ベル222「あけぼの」（JA9554）退役済み
- ベル412EP「あけぼの」（JA21AP）
- 川崎BK117B-2「あさやけ1号」（JA6781）退役済み
- 川崎BK117C-1「あさやけ2号」（JA6816）
- 川崎BK117C-2「あさやけ1号」（JA11AP）

名古屋市消防局消防航空隊
- ユーロコプターSA365N1「なごや」（JA9693）東邦航空へ移転済み
- ユーロコプターAS365N3「のぶなが」（JA758A）
- ユーロコプターAS365N3+「ひでよし」（JA08AR）

## 航空祭・オープンベース

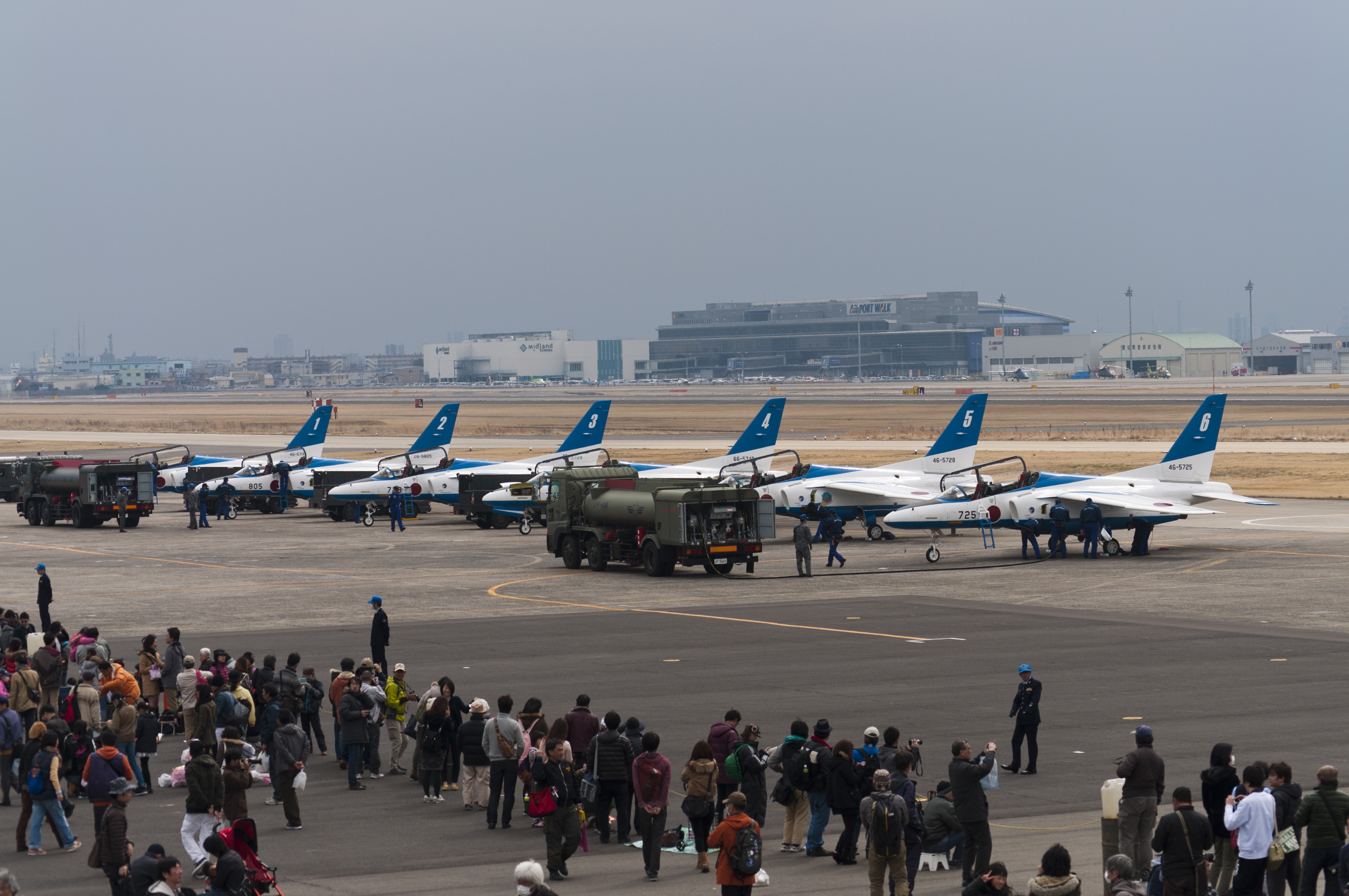
2015年のオープンベースにて展示飛行を行ったブルーインパルス

航空祭は例年10月頃に行われることが多かったが、オープンベースとなってからは2月から3月に開催される。
飛行展示は毎年主にU-125AとUH-60Jによる救難展示とC-130Hによる機動飛行が行われる。
ブルーインパルスの展示飛行について小牧基地や航空祭来場者、小牧市民からも希望が出ているものの、平和団体・労働組合・日本共産党などでつくる市民団体、小牧、春日井両地域の共産党系議員の反対があり、ブルーインパルスの展示飛行は2014年まで実施されていなかったが、2015年（平成27年）に44年ぶりとなる小牧基地での展示飛行が行われた。
2004年（平成16年）までは併設する名古屋空港に多くの旅客機が発着していたため、飛行展示も定期便の合間を縫って飛行していた。
2005年（平成17年）の航空祭では管制塔の上にレプリカの金の鯱鉾が載せられた。
2006年（平成18年）以降は土曜日に開催されたことがあった。秋に行われた頃は周辺基地（岐阜基地・浜松基地）の前日、前週に開催されることが多かった。
2007年（平成19年）からは翌日航空祭が行われる基地から予備機が展示された。また、基地50周年時にはブルーインパルスの展示飛行がほぼ決まっていたが、これも市民団体及び周辺地域の議員の反対がありキャンセルされた。なおこの年の地上展示は7機すべてが展示されている。
2008年（平成20年）には異機種編隊と称し、岐阜基地よりリモートでC-1、T-4、T-7が飛行展示を行った。
2013年（平成25年）度は2014年（平成26年）2月22日・23日にオープンベースとして開催された。
2014年（平成26年）度は2015年（平成27年）3月15日にオープンベースとして開催された。44年ぶりにブルーインパルスの展示飛行が行われたが、水平飛行のみとなった。
2019年（令和元年）度は2019年11月9日にオープンベースとして開催された。2012年以来の秋の開催（岐阜基地航空祭の前日）。岩国航空基地のUS-2が地上展示された。
2022年（令和4年）度は2023年3月5日にオープンベースとして開催。2020・2021年度は開催中止となったため、3年ぶりの開催である。
今年度は千歳基地から千歳以外の展示で初となるB777日本国政府専用機、静浜基地からT-7、美保基地からKC-46、C-2、入間基地からC-1、岐阜基地からF-2、F-15、CH-47、そして松島基地から3年ぶりにブルーインパルス(一番機から六番機と予備機の計7機)などが外来した。

## 基地見学
広報資料館が設けられており、平日に限り事前に渉外室広報班に電話で確認の上、申し込むことで見学が可能である。
そのほか、愛知県が県営名古屋空港見学者受入拠点施設整備事業としてあいち航空ミュージアムを整備、地域の航空機産業・観光資源をフィールドミュージアムとして構築する計画を発表しており、訪問ツアーなども構想されている。

## 最寄り駅
- 名鉄小牧線 牛山駅下車、徒歩で約5分。